# 黒蝶のサイケデリカ (曲)
「黒蝶のサイケデリカ」（こくちょうのサイケデリカ）は、日本の歌手、島みやえい子のシングル。2015年1月28日にフロンティアワークスより発売された。販売協力はNBCユニバーサル・エンターテイメントジャパン。

## 概要
- 前作「JAIKO」から約3年ぶりとなるリリースで、「Paranoia」以来、約6年ぶりのメジャーシングルとなる。
- 表題曲はPS Vita専用ゲームソフト『黒蝶のサイケデリカ』のエンディングテーマに起用された。島みやえい子本人が作詞・作曲を手がけ、I'veの高瀬一矢が編曲を担当している。ベストアルバム『E.P.S -Eiko PRIMARY SELECTION-』の収録曲「River」「inner child」以来、4年ぶりのI'veとのタッグを組んで制作された楽曲となった。カップリング曲の「survivors note」は、コミックマーケット85で発表された同人CD『5TEARS Vol.3 ～Sweet Dragon～』からの再収録となった[2]。

## チャート成績
2015年2月9日付のオリコンウィークリーチャートで初登場176位を記録した。チャート登場回数は1回。

## 収録内容
| 全作詞: 島みやえい子。 |                                      |              |                       |                       |      |
| #                      | タイトル                             | 作詞         | 作曲                  | 編曲                  | 時間 |
| 1.                     | 「黒蝶のサイケデリカ」               | 島みやえい子 | 島みやえい子          | 高瀬一矢              | 4:53 |
| 2.                     | 「survivors note」                   | 島みやえい子 | TAKUYA（jAcKp☆TrASH） | TAKUYA（jAcKp☆TrASH） | 3:53 |
| 3.                     | 「黒蝶のサイケデリカ」(Instrumental) | 島みやえい子 |                       |                       | 4:53 |
| 4.                     | 「survivors note」(Instrumental)     | 島みやえい子 |                       |                       | 3:51 |
| 合計時間:              | 合計時間:                            | 合計時間:    | 合計時間:             | 17:30                 |      |